# Raionul Kuldīga
Kuldīga este un raion în Letonia. 